# Boels Ladies Tour 2017
La 20.ª edición del Boels Ladies Tour se celebró entre el 29 de agosto y el 3 de septiembre de 2017 con inicio en la ciudad de Wageningen y final en la ciudad de Sittard-Geleen en los Países Bajos. El recorrido constó de un prólogo y 5 etapas sobre una distancia total de 648,7 km. 
La carrera hizo parte del UCI WorldTour Femenino 2017 como competencia de categoría 2.WWT del calendario ciclístico de máximo nivel mundial siendo la vigésima carrera de dicho circuito y fue ganada por la ciclista neerlandesa Annemiek van Vleuten del equipo Orica Scott. El podio lo completaron las ciclistas la ciclista neerlandesas Anna van der Breggen del equipo Boels Dolmans y Ellen van Dijk del equipo Sunweb.

## Equipos
Tomaron parte en la carrera un total de 16 equipos, de los cuales 14 fueron equipos de categoría UCI Team Femenino invitados por la organización y 2 selecciones nacionales, quienes conformaron un pelotón de 92 ciclistas de las cuales terminaron 70. Los equipos participantes fueron:
| Equipos femeninos (14)- Alé Cipollini Galassia - Boels Dolmans - Canyon Sram Racing - Cylance Pro Cycling - FDJ-Nouvelle Aquitaine-Futuroscope - Hitec Products - Lares-Waowdeals Women Cycling Team - Lensworld-Kuota - Orica-Scott - Parkhotel Valkenburg-Destil Cycling Team - Sunweb - VéloCONCEPT Women - Wiggle High5 - WM3 Pro Cycling Equipos nacionales (2)- Bélgica - Estados Unidos |
| |

## Recorrido
El Boels Ladies Tour dispuso de un prólogo y 5 etapas para un recorrido total de 648,7 km.
| Etapa     | Fecha     | Recorrido                       | type                    | Distancia (km) | Ganador              | Líder                |
| --------- | --------- | ------------------------------- | ----------------------- | -------------- | -------------------- | -------------------- |
| Prólogo   | 29 de ago | Wageningen – Wageningen         | prólogo                 | 4,3            | Annemiek van Vleuten | Annemiek van Vleuten |
| 2.ª etapa | 30 de ago | Eibergen – Arnhem               | etapa llana             | 132,8          | Kirsten Wild         | Annemiek van Vleuten |
| 3.ª etapa | 31 de ago | Roosendaal – Roosendaal         | contrarreloj individual | 16,9           | Annemiek van Vleuten | Annemiek van Vleuten |
| 4.ª etapa | 1 de sep  | Gennep – Weert                  | etapa llana             | 121,4          | Lisa Brennauer       | Annemiek van Vleuten |
| 5.ª etapa | 2 de sep  | Stramproy – Vaals               | etapa escarpada         | 137,5          | Anna van der Breggen | Annemiek van Vleuten |
| 6.ª etapa | 3 de sep  | Sittard-Geleen – Sittard-Geleen | etapa escarpada         | 157,1          | Janneke Ensing       | Annemiek van Vleuten |

## Desarrollo de la carrera

### Prólogo
Wageningen – Wageningen (4,3 km)
| \| Clasificación de la etapa \| Clasificación de la etapa \| Clasificación de la etapa \| Clasificación de la etapa \| Clasificación de la etapa \| \| Ciclista \| Ciclista \| Equipo \| Tiempo \| \| \| ------------------------- \| ------------------------- \| ------------------------- \| ------------------------- \| ------------------------- \| \| 1.ª \| Annemiek van Vleuten \| Orica-Scott \| 5 min 47 s \| \| \| 2.ª \| Ellen van Dijk \| Sunweb \| + 5 s \| \| \| 3.ª \| Lisa Brennauer \| Canyon-SRAM Racing \| + 11 s \| \| \| 4.ª \| Anna van der Breggen \| Boels Dolmans \| + 15 s \| \| \| 5.ª \| Trixi Worrack \| Canyon-SRAM Racing \| + 18 s \| \| \| 6.ª \| Amy Pieters \| Boels Dolmans \| + 19 s \| \| \| 7.ª \| Chantal Blaak \| Boels Dolmans \| + 19 s \| \| \| 8.ª \| Mieke Kröger \| Canyon-SRAM Racing \| + 19 s \| \| \| 9.ª \| Lizzie Deignan \| Boels Dolmans \| + 20 s \| \| \| 10.ª \| Lucinda Brand \| Sunweb \| + 23 s \| \| |                      |                    |            |
| |                      |                    |            |
| |                      |                    |            |
| Clasificación de la etapa |                      |                    |            |
| Ciclista | Ciclista             | Equipo             | Tiempo     |
| 1.ª | Annemiek van Vleuten | Orica-Scott        | 5 min 47 s |
| 2.ª | Ellen van Dijk       | Sunweb             | + 5 s      |
| 3.ª | Lisa Brennauer       | Canyon-SRAM Racing | + 11 s     |
| 4.ª | Anna van der Breggen | Boels Dolmans      | + 15 s     |
| 5.ª | Trixi Worrack        | Canyon-SRAM Racing | + 18 s     |
| 6.ª | Amy Pieters          | Boels Dolmans      | + 19 s     |
| 7.ª | Chantal Blaak        | Boels Dolmans      | + 19 s     |
| 8.ª | Mieke Kröger         | Canyon-SRAM Racing | + 19 s     |
| 9.ª | Lizzie Deignan       | Boels Dolmans      | + 20 s     |
| 10.ª | Lucinda Brand        | Sunweb             | + 23 s     |

| \| Clasificación general \| Clasificación general \| Clasificación general \| Clasificación general \| Clasificación general \| \| Ciclista \| Ciclista \| Equipo \| Tiempo \| \| \| --------------------- \| --------------------- \| --------------------- \| --------------------- \| --------------------- \| \| 1.ª \| Annemiek van Vleuten \| Orica-Scott \| 5 min 47 s \| \| \| 2.ª \| Ellen van Dijk \| Sunweb \| + 5 s \| \| \| 3.ª \| Lisa Brennauer \| Canyon-SRAM Racing \| + 11 s \| \| \| 4.ª \| Anna van der Breggen \| Boels Dolmans \| + 15 s \| \| \| 5.ª \| Trixi Worrack \| Canyon-SRAM Racing \| + 18 s \| \| \| 6.ª \| Amy Pieters \| Boels Dolmans \| + 19 s \| \| \| 7.ª \| Chantal Blaak \| Boels Dolmans \| + 19 s \| \| \| 8.ª \| Mieke Kröger \| Canyon-SRAM Racing \| + 19 s \| \| \| 9.ª \| Lizzie Deignan \| Boels Dolmans \| + 20 s \| \| \| 10.ª \| Lucinda Brand \| Sunweb \| + 23 s \| \| |                      |                    |            |
| |                      |                    |            |
| |                      |                    |            |
| Clasificación general |                      |                    |            |
| Ciclista | Ciclista             | Equipo             | Tiempo     |
| 1.ª | Annemiek van Vleuten | Orica-Scott        | 5 min 47 s |
| 2.ª | Ellen van Dijk       | Sunweb             | + 5 s      |
| 3.ª | Lisa Brennauer       | Canyon-SRAM Racing | + 11 s     |
| 4.ª | Anna van der Breggen | Boels Dolmans      | + 15 s     |
| 5.ª | Trixi Worrack        | Canyon-SRAM Racing | + 18 s     |
| 6.ª | Amy Pieters          | Boels Dolmans      | + 19 s     |
| 7.ª | Chantal Blaak        | Boels Dolmans      | + 19 s     |
| 8.ª | Mieke Kröger         | Canyon-SRAM Racing | + 19 s     |
| 9.ª | Lizzie Deignan       | Boels Dolmans      | + 20 s     |
| 10.ª | Lucinda Brand        | Sunweb             | + 23 s     |

### 2.ª etapa
Eibergen – Arnhem (132,8 km)
| \| Clasificación de la etapa \| Clasificación de la etapa \| Clasificación de la etapa \| Clasificación de la etapa \| Clasificación de la etapa \| \| Ciclista \| Ciclista \| Equipo \| Tiempo \| \| \| ------------------------- \| ------------------------- \| ---------------------------------- \| ------------------------- \| ------------------------- \| \| 1.ª \| Kirsten Wild \| Cylance \| 3 h 18 min 48 s \| \| \| 2.ª \| Maria Giulia Confalonieri \| Lensworld-Kuota \| + 0 s \| \| \| 3.ª \| Lisa Brennauer \| Canyon-SRAM Racing \| + 0 s \| \| \| 4.ª \| Trixi Worrack \| Canyon-SRAM Racing \| + 0 s \| \| \| 5.ª \| Ellen van Dijk \| Sunweb \| + 0 s \| \| \| 6.ª \| Sheyla Gutiérrez \| Cylance \| + 0 s \| \| \| 7.ª \| Claudia Koster \| VéloCONCEPT Women \| + 0 s \| \| \| 8.ª \| Jessy Druyts \| Sport Vlaanderen-Etixx \| + 0 s \| \| \| 9.ª \| Jeanne Korevaar \| WM3 \| + 0 s \| \| \| 10.ª \| Roxane Fournier \| FDJ-Nouvelle Aquitaine-Futuroscope \| + 0 s \| \| |                           |                                    |                 |
| |                           |                                    |                 |
| |                           |                                    |                 |
| Clasificación de la etapa |                           |                                    |                 |
| Ciclista | Ciclista                  | Equipo                             | Tiempo          |
| 1.ª | Kirsten Wild              | Cylance                            | 3 h 18 min 48 s |
| 2.ª | Maria Giulia Confalonieri | Lensworld-Kuota                    | + 0 s           |
| 3.ª | Lisa Brennauer            | Canyon-SRAM Racing                 | + 0 s           |
| 4.ª | Trixi Worrack             | Canyon-SRAM Racing                 | + 0 s           |
| 5.ª | Ellen van Dijk            | Sunweb                             | + 0 s           |
| 6.ª | Sheyla Gutiérrez          | Cylance                            | + 0 s           |
| 7.ª | Claudia Koster            | VéloCONCEPT Women                  | + 0 s           |
| 8.ª | Jessy Druyts              | Sport Vlaanderen-Etixx             | + 0 s           |
| 9.ª | Jeanne Korevaar           | WM3                                | + 0 s           |
| 10.ª | Roxane Fournier           | FDJ-Nouvelle Aquitaine-Futuroscope | + 0 s           |

| \| Clasificación general \| Clasificación general \| Clasificación general \| Clasificación general \| Clasificación general \| \| Ciclista \| Ciclista \| Equipo \| Tiempo \| \| \| --------------------- \| --------------------- \| --------------------- \| --------------------- \| --------------------- \| \| 1.ª \| Annemiek van Vleuten \| Orica-Scott \| 3 h 24 min 25 s \| \| \| 2.ª \| Ellen van Dijk \| Sunweb \| + 5 s \| \| \| 3.ª \| Lisa Brennauer \| Canyon-SRAM Racing \| + 7 s \| \| \| 4.ª \| Trixi Worrack \| Canyon-SRAM Racing \| + 18 s \| \| \| 5.ª \| Kirsten Wild \| Cylance \| + 18 s \| \| \| 6.ª \| Amy Pieters \| Boels Dolmans \| + 19 s \| \| \| 7.ª \| Anna van der Breggen \| Boels Dolmans \| + 21 s \| \| \| 8.ª \| Lucinda Brand \| Sunweb \| + 23 s \| \| \| 9.ª \| Chantal Blaak \| Boels Dolmans \| + 25 s \| \| \| 10.ª \| Elisa Longo Borghini \| Wiggle High5 \| + 27 s \| \| |                      |                    |                 |
| |                      |                    |                 |
| |                      |                    |                 |
| Clasificación general |                      |                    |                 |
| Ciclista | Ciclista             | Equipo             | Tiempo          |
| 1.ª | Annemiek van Vleuten | Orica-Scott        | 3 h 24 min 25 s |
| 2.ª | Ellen van Dijk       | Sunweb             | + 5 s           |
| 3.ª | Lisa Brennauer       | Canyon-SRAM Racing | + 7 s           |
| 4.ª | Trixi Worrack        | Canyon-SRAM Racing | + 18 s          |
| 5.ª | Kirsten Wild         | Cylance            | + 18 s          |
| 6.ª | Amy Pieters          | Boels Dolmans      | + 19 s          |
| 7.ª | Anna van der Breggen | Boels Dolmans      | + 21 s          |
| 8.ª | Lucinda Brand        | Sunweb             | + 23 s          |
| 9.ª | Chantal Blaak        | Boels Dolmans      | + 25 s          |
| 10.ª | Elisa Longo Borghini | Wiggle High5       | + 27 s          |

### 3.ª etapa
Roosendaal – Roosendaal (16,9 km)
| \| Clasificación de la etapa \| Clasificación de la etapa \| Clasificación de la etapa \| Clasificación de la etapa \| Clasificación de la etapa \| \| Ciclista \| Ciclista \| Equipo \| Tiempo \| \| \| ------------------------- \| ------------------------- \| ----------------------------- \| ------------------------- \| ------------------------- \| \| 1.ª \| Annemiek van Vleuten \| Orica-Scott \| 22 min 12 s \| \| \| 2.ª \| Ellen van Dijk \| Sunweb \| + 4 s \| \| \| 3.ª \| Linda Villumsen \| VéloCONCEPT Women \| + 26 s \| \| \| 4.ª \| Anna van der Breggen \| Boels Dolmans \| + 32 s \| \| \| 5.ª \| Lisa Brennauer \| Canyon-SRAM Racing \| + 33 s \| \| \| 6.ª \| Mieke Kröger \| Canyon-SRAM Racing \| + 37 s \| \| \| 7.ª \| Ann-Sophie Duyck \| Drops \| + 38 s \| \| \| 8.ª \| Chantal Blaak \| Boels Dolmans \| + 42 s \| \| \| 9.ª \| Tayler Wiles \| UnitedHealthcare Women's Team \| + 57 s \| \| \| 10.ª \| Elisa Longo Borghini \| Wiggle High5 \| + 57 s \| \| |                      |                               |             |
| |                      |                               |             |
| |                      |                               |             |
| Clasificación de la etapa |                      |                               |             |
| Ciclista | Ciclista             | Equipo                        | Tiempo      |
| 1.ª | Annemiek van Vleuten | Orica-Scott                   | 22 min 12 s |
| 2.ª | Ellen van Dijk       | Sunweb                        | + 4 s       |
| 3.ª | Linda Villumsen      | VéloCONCEPT Women             | + 26 s      |
| 4.ª | Anna van der Breggen | Boels Dolmans                 | + 32 s      |
| 5.ª | Lisa Brennauer       | Canyon-SRAM Racing            | + 33 s      |
| 6.ª | Mieke Kröger         | Canyon-SRAM Racing            | + 37 s      |
| 7.ª | Ann-Sophie Duyck     | Drops                         | + 38 s      |
| 8.ª | Chantal Blaak        | Boels Dolmans                 | + 42 s      |
| 9.ª | Tayler Wiles         | UnitedHealthcare Women's Team | + 57 s      |
| 10.ª | Elisa Longo Borghini | Wiggle High5                  | + 57 s      |

| \| Clasificación general \| Clasificación general \| Clasificación general \| Clasificación general \| Clasificación general \| \| Ciclista \| Ciclista \| Equipo \| Tiempo \| \| \| --------------------- \| --------------------- \| ----------------------------- \| --------------------- \| --------------------- \| \| 1.ª \| Annemiek van Vleuten \| Orica-Scott \| 3 h 46 min 47 s \| \| \| 2.ª \| Ellen van Dijk \| Sunweb \| + 9 s \| \| \| 3.ª \| Lisa Brennauer \| Canyon-SRAM Racing \| + 40 s \| \| \| 4.ª \| Anna van der Breggen \| Boels Dolmans \| + 47 s \| \| \| 5.ª \| Linda Villumsen \| VéloCONCEPT Women \| + 55 s \| \| \| 6.ª \| Mieke Kröger \| Canyon-SRAM Racing \| + 56 s \| \| \| 7.ª \| Chantal Blaak \| Boels Dolmans \| + 1 min 01 s \| \| \| 8.ª \| Ann-Sophie Duyck \| Drops \| + 1 min 02 s \| \| \| 9.ª \| Trixi Worrack \| Canyon-SRAM Racing \| + 1 min 19 s \| \| \| 10.ª \| Tayler Wiles \| UnitedHealthcare Women's Team \| + 1 min 23 s \| \| |                      |                               |                 |
| |                      |                               |                 |
| |                      |                               |                 |
| Clasificación general |                      |                               |                 |
| Ciclista | Ciclista             | Equipo                        | Tiempo          |
| 1.ª | Annemiek van Vleuten | Orica-Scott                   | 3 h 46 min 47 s |
| 2.ª | Ellen van Dijk       | Sunweb                        | + 9 s           |
| 3.ª | Lisa Brennauer       | Canyon-SRAM Racing            | + 40 s          |
| 4.ª | Anna van der Breggen | Boels Dolmans                 | + 47 s          |
| 5.ª | Linda Villumsen      | VéloCONCEPT Women             | + 55 s          |
| 6.ª | Mieke Kröger         | Canyon-SRAM Racing            | + 56 s          |
| 7.ª | Chantal Blaak        | Boels Dolmans                 | + 1 min 01 s    |
| 8.ª | Ann-Sophie Duyck     | Drops                         | + 1 min 02 s    |
| 9.ª | Trixi Worrack        | Canyon-SRAM Racing            | + 1 min 19 s    |
| 10.ª | Tayler Wiles         | UnitedHealthcare Women's Team | + 1 min 23 s    |

### 4.ª etapa
Gennep – Weert (121,4 km)
| \| Clasificación de la etapa \| Clasificación de la etapa \| Clasificación de la etapa \| Clasificación de la etapa \| Clasificación de la etapa \| \| Ciclista \| Ciclista \| Equipo \| Tiempo \| \| \| ------------------------- \| ------------------------- \| ---------------------------------- \| ------------------------- \| ------------------------- \| \| 1.ª \| Lisa Brennauer \| Canyon-SRAM Racing \| 2 h 57 min 42 s \| \| \| 2.ª \| Chloe Hosking \| Alé Cipollini \| + 0 s \| \| \| 3.ª \| Roxane Fournier \| FDJ-Nouvelle Aquitaine-Futuroscope \| + 0 s \| \| \| 4.ª \| Kirsten Wild \| Cylance \| + 0 s \| \| \| 5.ª \| Marta Bastianelli \| Alé Cipollini \| + 0 s \| \| \| 6.ª \| Christine Majerus \| Boels Dolmans \| + 0 s \| \| \| 7.ª \| Maria Giulia Confalonieri \| Lensworld-Kuota \| + 0 s \| \| \| 8.ª \| Gracie Elvin \| Orica-Scott \| + 0 s \| \| \| 9.ª \| Annemiek van Vleuten \| Orica-Scott \| + 0 s \| \| \| 10.ª \| Trixi Worrack \| Canyon-SRAM Racing \| + 0 s \| \| |                           |                                    |                 |
| |                           |                                    |                 |
| Fuente: ProCyclingStats |                           |                                    |                 |
| Clasificación de la etapa |                           |                                    |                 |
| Ciclista | Ciclista                  | Equipo                             | Tiempo          |
| 1.ª | Lisa Brennauer            | Canyon-SRAM Racing                 | 2 h 57 min 42 s |
| 2.ª | Chloe Hosking             | Alé Cipollini                      | + 0 s           |
| 3.ª | Roxane Fournier           | FDJ-Nouvelle Aquitaine-Futuroscope | + 0 s           |
| 4.ª | Kirsten Wild              | Cylance                            | + 0 s           |
| 5.ª | Marta Bastianelli         | Alé Cipollini                      | + 0 s           |
| 6.ª | Christine Majerus         | Boels Dolmans                      | + 0 s           |
| 7.ª | Maria Giulia Confalonieri | Lensworld-Kuota                    | + 0 s           |
| 8.ª | Gracie Elvin              | Orica-Scott                        | + 0 s           |
| 9.ª | Annemiek van Vleuten      | Orica-Scott                        | + 0 s           |
| 10.ª | Trixi Worrack             | Canyon-SRAM Racing                 | + 0 s           |

| \| Clasificación general \| Clasificación general \| Clasificación general \| Clasificación general \| Clasificación general \| \| Ciclista \| Ciclista \| Equipo \| Tiempo \| \| \| --------------------- \| --------------------- \| --------------------- \| --------------------- \| --------------------- \| \| 1.ª \| Annemiek van Vleuten \| Orica-Scott \| 6 h 44 min 29 s \| \| \| 2.ª \| Ellen van Dijk \| Sunweb \| + 9 s \| \| \| 3.ª \| Lisa Brennauer \| Canyon-SRAM Racing \| + 30 s \| \| \| 4.ª \| Anna van der Breggen \| Boels Dolmans \| + 47 s \| \| \| 5.ª \| Linda Villumsen \| VéloCONCEPT Women \| + 55 s \| \| \| 6.ª \| Chantal Blaak \| Boels Dolmans \| + 1 min 01 s \| \| \| 7.ª \| Mieke Kröger \| Canyon-SRAM Racing \| + 1 min 04 s \| \| \| 8.ª \| Ann-Sophie Duyck \| Bélgica \| + 1 min 10 s \| \| \| 9.ª \| Trixi Worrack \| Canyon-SRAM Racing \| + 1 min 19 s \| \| \| 10.ª \| Amy Pieters \| Boels Dolmans \| + 1 min 29 s \| \| |                      |                    |                 |
| |                      |                    |                 |
| Fuente: ProCyclingStats |                      |                    |                 |
| Clasificación general |                      |                    |                 |
| Ciclista | Ciclista             | Equipo             | Tiempo          |
| 1.ª | Annemiek van Vleuten | Orica-Scott        | 6 h 44 min 29 s |
| 2.ª | Ellen van Dijk       | Sunweb             | + 9 s           |
| 3.ª | Lisa Brennauer       | Canyon-SRAM Racing | + 30 s          |
| 4.ª | Anna van der Breggen | Boels Dolmans      | + 47 s          |
| 5.ª | Linda Villumsen      | VéloCONCEPT Women  | + 55 s          |
| 6.ª | Chantal Blaak        | Boels Dolmans      | + 1 min 01 s    |
| 7.ª | Mieke Kröger         | Canyon-SRAM Racing | + 1 min 04 s    |
| 8.ª | Ann-Sophie Duyck     | Bélgica            | + 1 min 10 s    |
| 9.ª | Trixi Worrack        | Canyon-SRAM Racing | + 1 min 19 s    |
| 10.ª | Amy Pieters          | Boels Dolmans      | + 1 min 29 s    |

### 5.ª etapa
Stramproy – Vaals (137,5 km)
| \| Clasificación de la etapa \| Clasificación de la etapa \| Clasificación de la etapa \| Clasificación de la etapa \| Clasificación de la etapa \| \| Ciclista \| Ciclista \| Equipo \| Tiempo \| \| \| ------------------------- \| ------------------------- \| ---------------------------------- \| ------------------------- \| ------------------------- \| \| 1.ª \| Anna van der Breggen \| Boels Dolmans \| 3 h 44 min 27 s \| \| \| 2.ª \| Annemiek van Vleuten \| Orica-Scott \| + 0 s \| \| \| 3.ª \| Amy Pieters \| Boels Dolmans \| + 48 s \| \| \| 4.ª \| Janneke Ensing \| Alé Cipollini \| + 48 s \| \| \| 5.ª \| Ruth Winder \| UnitedHealthcare Women's Team \| + 48 s \| \| \| 6.ª \| Eugénie Duval \| FDJ-Nouvelle Aquitaine-Futuroscope \| + 48 s \| \| \| 7.ª \| Shara Gillow \| FDJ-Nouvelle Aquitaine-Futuroscope \| + 48 s \| \| \| 8.ª \| Tatiana Guderzo \| Lensworld-Kuota \| + 48 s \| \| \| 9.ª \| Chantal Blaak \| Boels Dolmans \| + 48 s \| \| \| 10.ª \| Elisa Longo Borghini \| Wiggle High5 \| + 48 s \| \| |                      |                                    |                 |
| |                      |                                    |                 |
| Fuente: ProCyclingStats |                      |                                    |                 |
| Clasificación de la etapa |                      |                                    |                 |
| Ciclista | Ciclista             | Equipo                             | Tiempo          |
| 1.ª | Anna van der Breggen | Boels Dolmans                      | 3 h 44 min 27 s |
| 2.ª | Annemiek van Vleuten | Orica-Scott                        | + 0 s           |
| 3.ª | Amy Pieters          | Boels Dolmans                      | + 48 s          |
| 4.ª | Janneke Ensing       | Alé Cipollini                      | + 48 s          |
| 5.ª | Ruth Winder          | UnitedHealthcare Women's Team      | + 48 s          |
| 6.ª | Eugénie Duval        | FDJ-Nouvelle Aquitaine-Futuroscope | + 48 s          |
| 7.ª | Shara Gillow         | FDJ-Nouvelle Aquitaine-Futuroscope | + 48 s          |
| 8.ª | Tatiana Guderzo      | Lensworld-Kuota                    | + 48 s          |
| 9.ª | Chantal Blaak        | Boels Dolmans                      | + 48 s          |
| 10.ª | Elisa Longo Borghini | Wiggle High5                       | + 48 s          |

| \| Clasificación general \| Clasificación general \| Clasificación general \| Clasificación general \| Clasificación general \| \| Ciclista \| Ciclista \| Equipo \| Tiempo \| \| \| --------------------- \| --------------------- \| --------------------- \| --------------------- \| --------------------- \| \| 1.ª \| Annemiek van Vleuten \| Orica-Scott \| 10 h 28 min 50 s \| \| \| 2.ª \| Anna van der Breggen \| Boels Dolmans \| + 43 s \| \| \| 3.ª \| Ellen van Dijk \| Sunweb \| + 1 min 03 s \| \| \| 4.ª \| Lisa Brennauer \| Canyon-SRAM Racing \| + 1 min 24 s \| \| \| 5.ª \| Linda Villumsen \| VéloCONCEPT Women \| + 1 min 49 s \| \| \| 6.ª \| Chantal Blaak \| Boels Dolmans \| + 1 min 55 s \| \| \| 7.ª \| Amy Pieters \| Boels Dolmans \| + 2 min 19 s \| \| \| 8.ª \| Elisa Longo Borghini \| Wiggle High5 \| + 2 min 26 s \| \| \| 9.ª \| Elena Cecchini \| Canyon-SRAM Racing \| + 2 min 27 s \| \| \| 10.ª \| Audrey Cordon-Ragot \| Wiggle High5 \| + 2 min 41 s \| \| |                      |                    |                  |
| |                      |                    |                  |
| Fuente: ProCyclingStats |                      |                    |                  |
| Clasificación general |                      |                    |                  |
| Ciclista | Ciclista             | Equipo             | Tiempo           |
| 1.ª | Annemiek van Vleuten | Orica-Scott        | 10 h 28 min 50 s |
| 2.ª | Anna van der Breggen | Boels Dolmans      | + 43 s           |
| 3.ª | Ellen van Dijk       | Sunweb             | + 1 min 03 s     |
| 4.ª | Lisa Brennauer       | Canyon-SRAM Racing | + 1 min 24 s     |
| 5.ª | Linda Villumsen      | VéloCONCEPT Women  | + 1 min 49 s     |
| 6.ª | Chantal Blaak        | Boels Dolmans      | + 1 min 55 s     |
| 7.ª | Amy Pieters          | Boels Dolmans      | + 2 min 19 s     |
| 8.ª | Elisa Longo Borghini | Wiggle High5       | + 2 min 26 s     |
| 9.ª | Elena Cecchini       | Canyon-SRAM Racing | + 2 min 27 s     |
| 10.ª | Audrey Cordon-Ragot  | Wiggle High5       | + 2 min 41 s     |

### 6.ª etapa
Sittard-Geleen – Sittard-Geleen (157,1 km)
| \| Clasificación de la etapa \| Clasificación de la etapa \| Clasificación de la etapa \| Clasificación de la etapa \| Clasificación de la etapa \| \| Ciclista \| Ciclista \| Equipo \| Tiempo \| \| \| ------------------------- \| ------------------------- \| ---------------------------------- \| ------------------------- \| ------------------------- \| \| 1.ª \| Janneke Ensing \| Alé Cipollini \| 4 h 11 min 57 s \| \| \| 2.ª \| Lucinda Brand \| Sunweb \| + 30 s \| \| \| 3.ª \| Katarzyna Niewiadoma \| WM3 \| + 35 s \| \| \| 4.ª \| Marta Bastianelli \| Alé Cipollini \| + 1 min 10 s \| \| \| 5.ª \| Roxane Fournier \| FDJ-Nouvelle Aquitaine-Futuroscope \| + 1 min 10 s \| \| \| 6.ª \| Anouska Helena Koster \| WM3 \| + 1 min 10 s \| \| \| 7.ª \| Elena Cecchini \| Canyon-SRAM Racing \| + 1 min 10 s \| \| \| 8.ª \| Emilia Fahlin \| Wiggle High5 \| + 1 min 10 s \| \| \| 9.ª \| Sheyla Gutiérrez \| Cylance \| + 1 min 10 s \| \| \| 10.ª \| Lisa Brennauer \| Canyon-SRAM Racing \| + 1 min 10 s \| \| |                       |                                    |                 |
| |                       |                                    |                 |
| Fuente: ProCyclingStats |                       |                                    |                 |
| Clasificación de la etapa |                       |                                    |                 |
| Ciclista | Ciclista              | Equipo                             | Tiempo          |
| 1.ª | Janneke Ensing        | Alé Cipollini                      | 4 h 11 min 57 s |
| 2.ª | Lucinda Brand         | Sunweb                             | + 30 s          |
| 3.ª | Katarzyna Niewiadoma  | WM3                                | + 35 s          |
| 4.ª | Marta Bastianelli     | Alé Cipollini                      | + 1 min 10 s    |
| 5.ª | Roxane Fournier       | FDJ-Nouvelle Aquitaine-Futuroscope | + 1 min 10 s    |
| 6.ª | Anouska Helena Koster | WM3                                | + 1 min 10 s    |
| 7.ª | Elena Cecchini        | Canyon-SRAM Racing                 | + 1 min 10 s    |
| 8.ª | Emilia Fahlin         | Wiggle High5                       | + 1 min 10 s    |
| 9.ª | Sheyla Gutiérrez      | Cylance                            | + 1 min 10 s    |
| 10.ª | Lisa Brennauer        | Canyon-SRAM Racing                 | + 1 min 10 s    |

## Clasificaciones finales
Las clasificaciones finalizaron de la siguiente forma:

### Clasificación general
| \| Clasificación general \| Clasificación general \| Clasificación general \| Clasificación general \| Clasificación general \| \| Ciclista \| Ciclista \| Equipo \| Tiempo \| \| \| --------------------- \| --------------------- \| --------------------- \| --------------------- \| --------------------- \| \| 1.ª \| Annemiek van Vleuten \| Orica-Scott \| 14 h 41 min 57 s \| \| \| 2.ª \| Anna van der Breggen \| Boels Dolmans \| + 43 s \| \| \| 3.ª \| Ellen van Dijk \| Sunweb \| + 1 min 03 s \| \| \| 4.ª \| Lisa Brennauer \| Canyon-SRAM Racing \| + 1 min 24 s \| \| \| 5.ª \| Linda Villumsen \| VéloCONCEPT Women \| + 1 min 49 s \| \| \| 6.ª \| Chantal Blaak \| Boels Dolmans \| + 1 min 55 s \| \| \| 7.ª \| Katarzyna Niewiadoma \| WM3 \| + 2 min 04 s \| \| \| 8.ª \| Janneke Ensing \| Alé Cipollini \| + 2 min 18 s \| \| \| 9.ª \| Amy Pieters \| Boels Dolmans \| + 2 min 19 s \| \| \| 10.ª \| Elena Cecchini \| Canyon-SRAM Racing \| + 2 min 27 s \| \| |                      |                    |                  |
| |                      |                    |                  |
| Fuente: ProCyclingStats |                      |                    |                  |
| Clasificación general |                      |                    |                  |
| Ciclista | Ciclista             | Equipo             | Tiempo           |
| 1.ª | Annemiek van Vleuten | Orica-Scott        | 14 h 41 min 57 s |
| 2.ª | Anna van der Breggen | Boels Dolmans      | + 43 s           |
| 3.ª | Ellen van Dijk       | Sunweb             | + 1 min 03 s     |
| 4.ª | Lisa Brennauer       | Canyon-SRAM Racing | + 1 min 24 s     |
| 5.ª | Linda Villumsen      | VéloCONCEPT Women  | + 1 min 49 s     |
| 6.ª | Chantal Blaak        | Boels Dolmans      | + 1 min 55 s     |
| 7.ª | Katarzyna Niewiadoma | WM3                | + 2 min 04 s     |
| 8.ª | Janneke Ensing       | Alé Cipollini      | + 2 min 18 s     |
| 9.ª | Amy Pieters          | Boels Dolmans      | + 2 min 19 s     |
| 10.ª | Elena Cecchini       | Canyon-SRAM Racing | + 2 min 27 s     |

### Clasificación por puntos
| Clasificación por puntos | Clasificación por puntos | Clasificación por puntos           | Clasificación por puntos | Clasificación por puntos |
| Ciclista                 | Ciclista                 | Equipo                             | Puntos                   |                          |
| ------------------------ | ------------------------ | ---------------------------------- | ------------------------ | ------------------------ |
| 1.ª                      | Lisa Brennauer           | Canyon-SRAM Racing                 | 79 pts                   |                          |
| 2.ª                      | Annemiek van Vleuten     | Orica-Scott                        | 77 pts                   |                          |
| 3.ª                      | Anna van der Breggen     | Boels Dolmans                      | 58 pts                   |                          |
| 4.ª                      | Ellen van Dijk           | Sunweb                             | 54 pts                   |                          |
| 5.ª                      | Amy Pieters              | Boels Dolmans                      | 45 pts                   |                          |
| 6.ª                      | Janneke Ensing           | Alé Cipollini                      | 39 pts                   |                          |
| 7.ª                      | Kirsten Wild             | Cylance                            | 39 pts                   |                          |
| 8.ª                      | Roxane Fournier          | FDJ-Nouvelle Aquitaine-Futuroscope | 34 pts                   |                          |
| 9.ª                      | Lucinda Brand            | Sunweb                             | 33 pts                   |                          |
| 10.ª                     | Chantal Blaak            | Boels Dolmans                      | 27 pts                   |                          |

### Clasificación de la montaña
| Clasificación de la montaña | Clasificación de la montaña | Clasificación de la montaña | Clasificación de la montaña | Clasificación de la montaña |
| Ciclista                    | Ciclista                    | Equipo                      | Puntos                      |                             |
| --------------------------- | --------------------------- | --------------------------- | --------------------------- | --------------------------- |
| 1.ª                         | Alexis Ryan                 | Canyon-SRAM Racing          | 23 pts                      |                             |
| 2.                          | Natalie van Gogh            | Parkhotel Valkenburg-Destil | 16 pts                      |                             |
| 3.ª                         | Katarzyna Niewiadoma        | WM3                         | 10 pts                      |                             |
| 4.ª                         | Anouska Helena Koster       | WM3                         | 7 pts                       |                             |
| 5.ª                         | Lucinda Brand               | Sunweb                      | 6 pts                       |                             |
| 6.ª                         | Annemiek van Vleuten        | Orica-Scott                 | 5 pts                       |                             |
| 7.ª                         | Romy Kasper                 | Alé Cipollini               | 5 pts                       |                             |
| 8.ª                         | Christine Majerus           | Boels Dolmans               | 4 pts                       |                             |
| 9.ª                         | Anna van der Breggen        | Boels Dolmans               | 3 pts                       |                             |
| 10.ª                        | Janneke Ensing              | Alé Cipollini               | 3 pts                       |                             |

### Clasificación de las jóvenes
| Clasificación del mejor joven | Clasificación del mejor joven | Clasificación del mejor joven | Clasificación del mejor joven | Clasificación del mejor joven |
| Ciclista                      | Ciclista                      | Equipo                        | Tiempo                        |                               |
| ----------------------------- | ----------------------------- | ----------------------------- | ----------------------------- | ----------------------------- |
| 1.ª                           | Demi De Jong                  | Parkhotel Valkenburg-Destil   | 14 h 48 min 43 s              |                               |
| 2.ª                           | Pernille Mathiesen            | VéloCONCEPT Women             | + 45 s                        |                               |
| 3.ª                           | Amalie Dideriksen             | Boels Dolmans                 | + 11 min 25 s                 |                               |
| 4.ª                           | Jeanne Korevaar               | WM3                           | + 18 min 31 s                 |                               |
| 5.ª                           | Skylar Schneider              | Estados Unidos                | + 18 min 39 s                 |                               |
| 6.ª                           | Karlijn Swinkels              | Parkhotel Valkenburg-Destil   | + 21 min 48 s                 |                               |
| 7.ª                           | Fenna Vanhoutte               | Bélgica                       | + 32 min 11 s                 |                               |

### Clasificación por equipos
| Clasificación por equipos | Clasificación por equipos          | Clasificación por equipos | Clasificación por equipos |
| Equipo                    | Equipo                             | Tiempo                    |                           |
| ------------------------- | ---------------------------------- | ------------------------- | ------------------------- |
| 1.º                       | Boels Dolmans                      | 44 h 11 min 02 s          |                           |
| 2.º                       | Canyon Sram Racing                 | + 1 min 06 s              |                           |
| 3.º                       | Wiggle High5                       | + 3 min 14 s              |                           |
| 4.º                       | FDJ-Nouvelle Aquitaine-Futuroscope | + 6 min 06 s              |                           |
| 5.º                       | Estados Unidos                     | + 6 min 40 s              |                           |
| 6.º                       | WM3 Pro Cycling                    | + 8 min 12 s              |                           |
| 7.º                       | Alé Cipollini Galassia             | + 8 min 45 s              |                           |
| 8.º                       | Sunweb                             | + 8 min 48 s              |                           |
| 9.º                       | Orica-Scott                        | + 12 min 31 s             |                           |
| 10.º                      | Cylance Pro Cycling                | + 12 min 45 s             |                           |

## Evolución de las clasificaciones
| Etapa                   | Vencedora               | Clasificación general | Clasificación por puntos | Clasificación de la montaña | Clasificación de las metas volantes | Clasificación de las jóvenes | Clasificación de la combatividad | Clasificación por equipos |
| ----------------------- | ----------------------- | --------------------- | ------------------------ | --------------------------- | ----------------------------------- | ---------------------------- | -------------------------------- | ------------------------- |
| Prólogo                 | Annemiek van Vleuten    | Annemiek van Vleuten  | Annemiek van Vleuten     | Lisa Brennauer              | Trixi Worrack                       | Floortje Mackaij             | no otorgado                      | Canyon–SRAM               |
| 2.ª                     | Kirsten Wild            | Annemiek van Vleuten  | Ellen van Dijk           | Nathalie van Gogh           | Winanda Spoor                       | Floortje Mackaij             | Eri Yonamine                     | Canyon–SRAM               |
| 3.ª                     | Annemiek van Vleuten    | Annemiek van Vleuten  | Ellen van Dijk           | Nathalie van Gogh           | Winanda Spoor                       | Karlijn Swinkels             | Eri Yonamine                     | Canyon–SRAM               |
| 4.ª                     | Lisa Brennauer          | Annemiek van Vleuten  | Lisa Brennauer           | Nathalie van Gogh           | Winanda Spoor                       | Karlijn Swinkels             | Pernille Mathiesen               | Canyon–SRAM               |
| 5.ª                     | Anna van der Breggen    | Annemiek van Vleuten  | Annemiek van Vleuten     | Anouska Koster              | Winanda Spoor                       | Demi de Jong                 | Alexis Ryan                      | Boels Dolmans             |
| 6.ª                     | Janneke Ensing          | Annemiek van Vleuten  | Lisa Brennauer           | Alexis Ryan                 | Winanda Spoor                       | Demi de Jong                 | Katarzyna Niewiadoma             | Boels Dolmans             |
| Clasificaciones finales | Clasificaciones finales | Annemiek van Vleuten  | Lisa Brennauer           | Alexis Ryan                 | Winanda Spoor                       | Demi de Jong                 | no otorgado                      | Boels Dolmans             |

## UCI WorldTour Femenino
El Boels Ladies Tour otorga puntos para el UCI WorldTour Femenino 2017, incluyendo a todas las corredoras de los equipos en las categorías UCI Team Femenino. Las siguientes tablas muestran el baremo de puntuación y las 10 corredoras que obtuvieron más puntos:
| Posición              | 1.ª | 2.ª | 3.ª | 4.ª | 5.ª | 6.ª | 7.ª | 8.ª | 9.ª | 10.ª | 11.ª | 12.ª | 13.ª | 14.ª | 15.ª | 16.ª | 17.ª | 18.ª | 19.ª | 20.ª |
| Clasificación general | 120 | 100 | 85  | 70  | 60  | 50  | 40  | 35  | 30  | 25   | 20   | 18   | 16   | 14   | 12   | 10   | 8    | 6    | 4    | 2    |
| Por etapa             | 25  | 20  | 18  | 16  | 14  | 12  | 10  | 8   | 6   | 4    |      |      |      |      |      |      |      |      |      |      |
| Líder                 | 6   |     |     |     |     |     |     |     |     |      |      |      |      |      |      |      |      |      |      |      |

| 1.ª  |  |  | 120 |
| 2.ª  |  |  | 100 |
| 3.ª  |  |  | 85  |
| 4.ª  |  |  | 70  |
| 5.ª  |  |  | 60  |
| 6.ª  |  |  | 50  |
| 7.ª  |  |  | 40  |
| 8.ª  |  |  | 35  |
| 9.ª  |  |  | 30  |
| 10.ª |  |  | 25  |